# Beriev Be-8
Il Beriev Be-8 (in cirillico Бериев Бе-8, designazione USAF/DoD "Type 33", nome in codice NATO Mole, (talpa)) era un aereo anfibio a scafo centrale, monomotore ad ala alta a parasole, progettato dall'OKB 49 diretto da Georgij Michailovič Beriev e sviluppato in Unione Sovietica negli anni quaranta.
Destinato all'uso civile di linea o da trasporto, venne realizzato in soli due esemplari rimasti allo stadio di prototipo.

## Storia

### Sviluppo
Il lavoro di sviluppo del nuovo modello venne iniziato nel 1946 come risposta alla specifica КЛ-145 (CL-145) riguardante un ricognitore che potesse operare dalla superficie acquatica.
Il Be-8, così designato dal gruppo di progettazione dell'OKB 49 Beriev, era l'ultimo sviluppo della serie di idroricognitori catapultabili iniziata con il КОР-2, ridesignato in seguito Be-4, ma a differenza del prototipo ed il resto dei suoi predecessori, il velivolo venne progettato principalmente come un aeromobile civile multiruolo, impiegabile come aereo da trasporto passeggeri, aeroambulanza, come aereo da addestramento per la formazione dei piloti destinati alla ricognizione aerea, così come la pesca nel ghiaccio e nel controllo aereo del territorio.
Il governo sovietico, in data 11 marzo 1947, autorizzò la costruzione di aeromobili del tipo "A", per cui l'OKB battezzò il modello "Аннушка" ("Annushka"). In tempi brevi venne costruito un mock-up, già pronto l'8 luglio successivo, ed il 22 novembre dello stesso anno, anche prima della presentazione ufficiale del velivolo, venne effettuato un flottaggio ad alta velocità.
Simile al precedente Be-4, era decisamente più grande e più pesante, dotato di un carrello d'atterraggio retrattile, e di riscaldamento nella cabina fornito dal calore del motore. Il Be-8 fu ideato come un velivolo civile e non trasportava nessun armamento. I primi voli avvennero il 3 dicembre 1947, e dimostrarono buone prestazioni. Furono fabbricati due velivoli sperimentale di cui uno fu mostrato alla parata aerea di Tushino in occasione della "Giornata delle Forze Aeree Sovietiche" del 1951.

### Impiego operativo
Benché dotato di buone prestazioni, il Be-8 non venne avviato alla produzione in serie ma utilizzato principalmente come laboratorio volante.
I due esemplari costruiti vennero acquisiti dallo TsAGI, ovvero l'istituto centrale di aero-idrodinamica, dove vennero equipaggiati con alette idrodinamiche installate sul carrello d'atterraggio. Grazie alla portanza di tali particolari superfici immerse, dal funzionamento simile alle ali di un aliscafo, era possibile ottenere la totale emersione del velivolo con una conseguente importante riduzione della resistenza di avanzamento di fase di flottaggio prima del decollo dalla superficie acquatica.
Come risultato, il decollo risultò molto più facile e meno condizionato dall'effetto del moto ondoso sulla carena. Tuttavia, nonostante si fossero rivelate molto efficaci durante il decollo, le superfici idrodinamiche influirono negativamente sulla velocità del volo. Dato che la tecnologia nella costruzione di simili elementi con meccanismo retrattile era ancora agli inizi, il concetto non trovò applicazioni pratiche ed il programma di sviluppo venne abbandonato.

## Descrizione tecnica
Il Be-8 era un aereo anfibio di aspetto, per l'epoca, convenzionale, monoplano monomotore di costruzione interamente metallica e caratterizzato dalla configurazione a scafo centrale.

## Utilizzatori
Unione Sovietica
- TsAGI